# Alexander Jovy
Alexander Jovy (* 27. Januar 1971 in Berlin) ist ein deutscher Filmregisseur, Drehbuchautor und Autor.

## Leben
Jovy wurde in Berlin 1971 geboren, verließ Deutschland aber bald und verbrachte seine Kindheit in der Schweiz. Dort besuchte er das renommierte Aiglon College. Nach seiner Schulzeit studierte er in England an der University of Buckingham Rechtswissenschaften und besuchte auch The College of Law in York. Anschließend arbeitete er als Anwalt, bis er sich entschloss, seinen Beruf zu kündigen, um Filme zu drehen.
Obwohl er nicht viel Erfahrung hatte, gelang es ihm als Produzent des 19-minütigen Kurzfilms Holiday Romance bei der 71. Oscarverleihung für den Oscar in der Kategorie Bester Kurzfilm (Live-Action) nominiert zu werden. Dies war der erste Film, den er produzierte. Regie führte der ebenfalls oscarnominierte J. J. Keith, während Oliver Milburn und Eva Pope die Hauptrollen spielten. Letztendlich jedoch gewann den Oscar Wahlnacht von Anders Thomas Jensen und Kim Magnusson.
In dem 2000 erschienenen Film Sorted mit Matthew Rhys gab Jovy dann sein Regiedebüt und der Film beruhte auf seiner Story. Zusätzlich war er auch mit Steve Clark-Hall einer der executive producers des Filmes. Der Film wurde bei dem Cherbourg-Octeville Festival of Irish & British Film in der Kategorie bester Film nominiert, jedoch gewann Accelerator von Vinny Murphy den Preis.
2010 drehte er als Regisseur zusammen mit James Bedfort den Film The Flyrting Club, eine britische Variante von American Pie, bei dem zum ersten Mal die Schauspieler bei einem Online Casting von den Zuschauern gewählt wurden. Gemeinsam mit Bedfort und Claire Otway, die als line producere fungierte, produzierte er den Film und schrieb außerdem mit James Bedfort und Steven Skinner das Drehbuch.
Außerdem wandte sich Jovy dem Schreiben zu und veröffentlichte im November 2011 das Buch I am Cyrus, in dem es um den Kyros den Großen geht. Laut eigenen Angaben hatte er jahrelange Nachforschungen betrieben und das Buch beruhe auf historischen Fakten.  Als Grund für sein Interesse an Kyros gab Jovy an, dass bereits sein Vater ihm die Geschichten und Legenden vom alten Persien erzählt hatte und er schon als Kind begeistert war.

## Filmografie

### Als Produzent
- 1998: Holiday Romance (Kurzfilm)
- 2000: Sorted (Executive Producer)
- 2005: Two’s Company (Kurzfilm)
- 2009: Being Danny’s Dire (Fernsehfilm)
- 2010: The Flyrting Club
- 2010: Brahms & Liszt (Kurzfilm)

### Als Regisseur
- 2000: Sorted
- 2003: White Bits (Kurzfilm)
- 2005: Two’s Company (Kurzfilm)
- 2009: Being Danny’s Dire (Fernsehfilm)
- 2010: The Flyrting Club
- 2010: Brahms & Liszt (Kurzfilm)

## Auszeichnungen
- 1999: Oscar-Nomination für den besten Kurzfilm (Live-Action) für Holiday Romance[4]
- 2001: Nomination für den Preis bester Film bei den Cherbourg-Octeville Festival of Irish & British Film für den Film Sorted[5]